# Telekom Romania
Telekom Romania — румунська телекомунікаційна компанія, заснована 2014 року внаслідок злиття брендів Romtelecom та Cosmote, якими володів грецький оператор OTE.

## Послуги мобільного зв'язку
На мобільному ринку Румунії компанія з'явилась 1998 року як Cosmorom. 2005 року Cosmorom було переіменовано на Cosmote România. Станом на кінець 2013 року компанія мала 6,1 млн. користувачів, 25,9% з яких мали контрактні угоди, а решта — це клієнти передплати. 

## Показники
| Результат                  | 2005   | 2006      | 2007     | 2008     | 2009      | 2010     | 2011     | 2012     | 2013     |
| -------------------------- | ------ | --------- | -------- | -------- | --------- | -------- | -------- | -------- | -------- |
| Відсоток клієнтів на ринку | 0.5%   | 7%        | 11%      | 23%      | over 23%  | 24%      | 24%      | 23.8%    | 22.9%    |
| Клієнти                    | 48.934 | 1.23 млн. | 3.6 млн. | 5.9 млн. | 6.92 млн. | 6.9 млн. | 6.5 млн. | 6.3 млн. | 6.1 млн. |
| Дохід                      | 8.0    | 43.8      | 155.6    | 311      | 423.2     | 468.8    | 468.2    | 462.8    | 457.6    |

## Частоти
| MCC | MNC | Частота  | Код | Протокол (Швидкість)       | Клас |
| --- | --- | -------- | --- | -------------------------- | ---- |
| 226 | 03  | 900 MHz  | 8   | GSM/GPRS/EDGE              | 2G   |
| 226 | 03  | 1800 MHz | 3   | GSM/GPRS/EDGE              | 2G   |
| 226 | 03  | 800 MHz  | 20  | LTE (37.5 Mbit/s)          | 4G   |
| 226 | 03  | 900 MHz  | 8   | LTE (37.5 Mbit/s)          | 4G   |
| 226 | 03  | 1800 MHz | 3   | LTE (150 Mbit/s/50 Mbit/s) | 4G   |